# 13260 Sabadell
13260 Sabadell è un asteroide della fascia principale. Scoperto nel 1998, presenta un'orbita caratterizzata da un semiasse maggiore pari a 2,5479535 au e da un'eccentricità di 0,1572289, inclinata di 12,76093° rispetto all'eclittica.
L'asteroide è dedicato all'omonimo comune spagnolo dove ha sede l'Agrupació Astronòmica de Sabadell cui appartengono gli scopritori..